# Annia Regilla

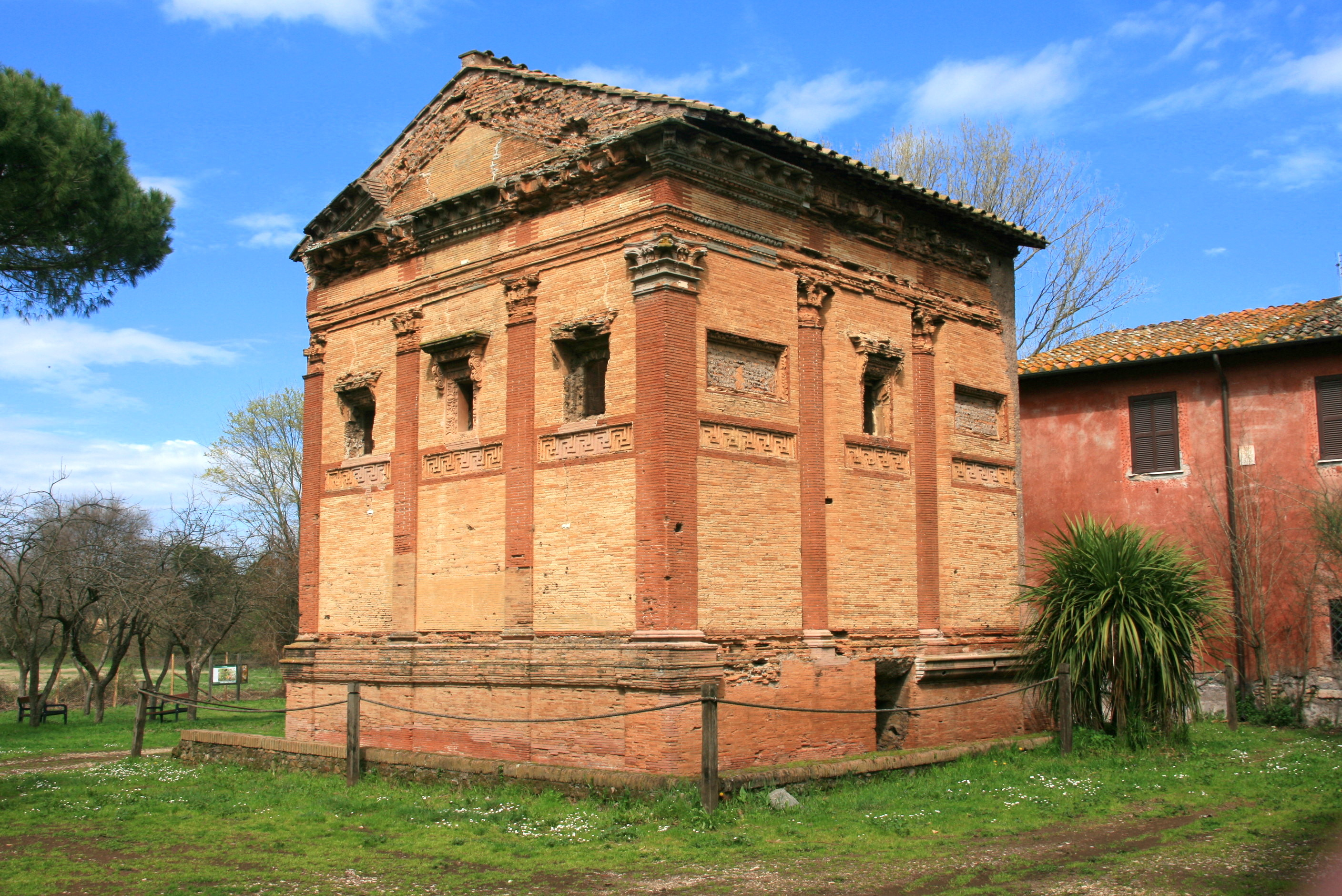
Grab der Annia Regilla im Parco della Caffarella an der Via Appia Antica in Rom

Annia Regilla, voller Name Appia Annia Regilla Atilia Caucidia Tertulla, altgriechisch Ἀππία Ἀννία Ῥήγιλλα, (* ca. 125; † 160), war eine wohlhabende und einflussreiche römische Frau, die weitläufig mit mehreren römischen Herrschern verwandt war. Sie war seit etwa 140/142 die Frau des Herodes Atticus.
Annia Regilla war Tochter des Appius Annius Gallus (Suffektkonsul 139 oder 140). In Olympia war sie gewählte Priesterin der Demeter und bei den 233. Olympischen Spielen 153 die einzige offiziell anwesende Frau. Sie war dort als Priesterin die offizielle Stifterin des von ihrem Mann erbauten Nymphäum. Auch in Athen bekleidete sie ein Priesteramt, das der Tyche.
Es wurde versucht ihren Tod ihrem Mann anzulasten, der einen Freigelassenen beauftragt haben soll, sie – während sie mit ihrem sechsten Kind schwanger war – zu erschlagen. Ihr Bruder Appius Annius Atilius Bradua (Konsul 160) klagte seinen Schwager deswegen erfolglos an.
Im Zentrum Athens ist heute eine Straße nach ihr benannt. Auch in Rom trägt eine Straße Regillas Namen.

## Kinder
Regilla und Herodes Atticus hatten sechs gemeinsame Kinder:
- (* 142/3, † 142/3), Claudius, Sohn.
- († 165?), Elpinice – voller Name: Appia Annia Claudia Atilia Regilla Elpinice Agrippina Atria Polla, Tochter.
- († 161?), Athenais – voller Name: Marcia Annia Claudia Alcia Athenais Gavidia Latiaria, Tochter.
- († nach 209), Tiberius Claudius Bradua Atticus – voller Name: Tiberius Claudius Marcus Appius Atilius Bradua Regillus Atticus, Sohn.
- (* ca. 150, † 155?), Regillus – voller Name: Tiberius Claudius Herodes Lucius Vibullius Regillus, Sohn.
- (* 160, † 160) Unbenanntes Kind, das als Ungeborenes mit Regilla starb, möglicherweise auch drei Monate später im Jahr 160.

## Nachweise
1. ↑  PIR² A 720; vroma.org (Memento des Originals vom 12. Oktober 2020 im Internet Archive)  Info: Der Archivlink wurde automatisch eingesetzt und noch nicht geprüft. Bitte prüfe Original- und Archivlink gemäß Anleitung und entferne dann diesen Hinweis. (englisch).
2. ↑  Inschriften von Olympia 610. Ulrich Sinn: Olympia. Kult, Sport und Fest in der Antike (= Beck'sche Reihe. 2039). Beck, München 1996, ISBN 3-406-40339-5, S. 92 ff.
3. ↑  Inscriptiones Graecae II² 3607.
4. ↑  Sarah B. Pomeroy: The murder of Regilla. A case of domestic violence in antiquity. Harvard University Press, Cambridge MA u. a. 2007, ISBN 978-0-674-02583-7.

| Personendaten    | Personendaten                                                                     |
| ---------------- | --------------------------------------------------------------------------------- |
| NAME             | Annia Regilla                                                                     |
| ALTERNATIVNAMEN  | Appia Annia Regilla Atilia Caucidia Tertulla (vollständiger Name); Regilla, Annia |
| KURZBESCHREIBUNG | griechisch-römische Mäzenatin und Priesterin                                      |
| GEBURTSDATUM     | um 125                                                                            |
| STERBEDATUM      | 160                                                                               |